# Gare de Chasse-sur-Rhône
Gare de Chasse-sur-Rhône – stacja kolejowa w Chasse-sur-Rhône, w departamencie Isère, w regionie Owernia-Rodan-Alpy, we Francji.
Jest stacją Société nationale des chemins de fer français (SNCF), obsługiwaną przez pociągi TER Rhône-Alpes.